# Josip Mandelj
Josip Mandelj, slovenski politik, * 5. april 1865, Farški Kal, Šentvid pri Stični, † 23. oktober 1951, Ljubljana.